# 청량리 588

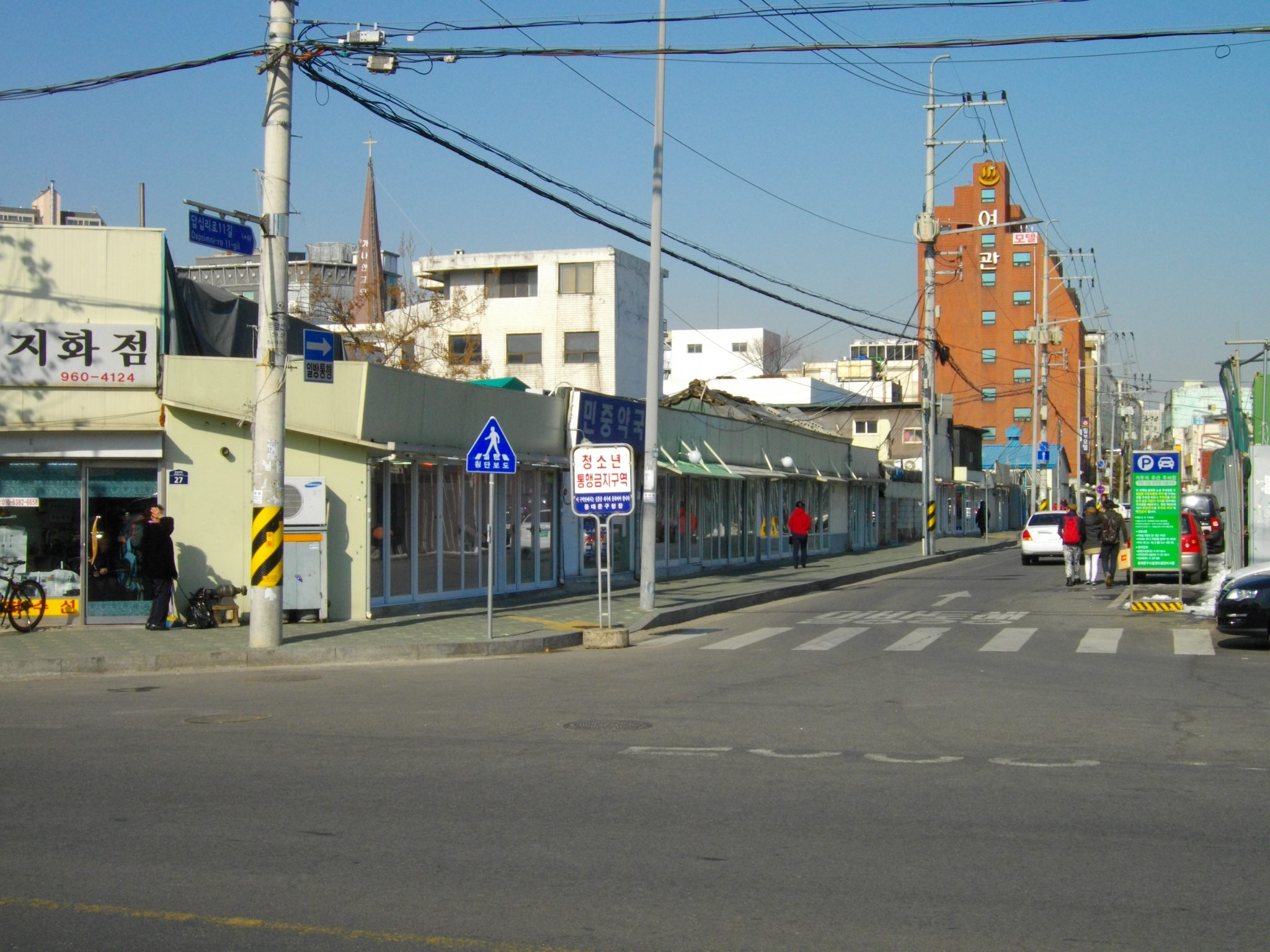
2013년의 청량리 588 모습.

청량리 588(淸凉里 588)은 서울특별시 동대문구 전농동에 있는 사창가를 이르는 속칭이다. 행정 구역상으로는 서울특별시 동대문구 전농동 588번지 일대에 밀집되어 있으며 청량리역 주변에 있기 때문에 이러한 속칭으로 불리게 되었다.
이 지역은 사창가 등의 영향으로 인해 동대문구에서 가장 범죄율이 높았으며 성일중학교 등의 학교가 이곳의 영향을 매우 강하게 받았다.
이곳에 위치하던 사창가는 2016년 5월 1일부로 재개발 사업 개시와 더불어 철거가 시작되었다. 철거 후 성매매 업소가 사라졌고 청량리역 롯데캐슬 SKY-L65가 들어섰다.

## 갤러리

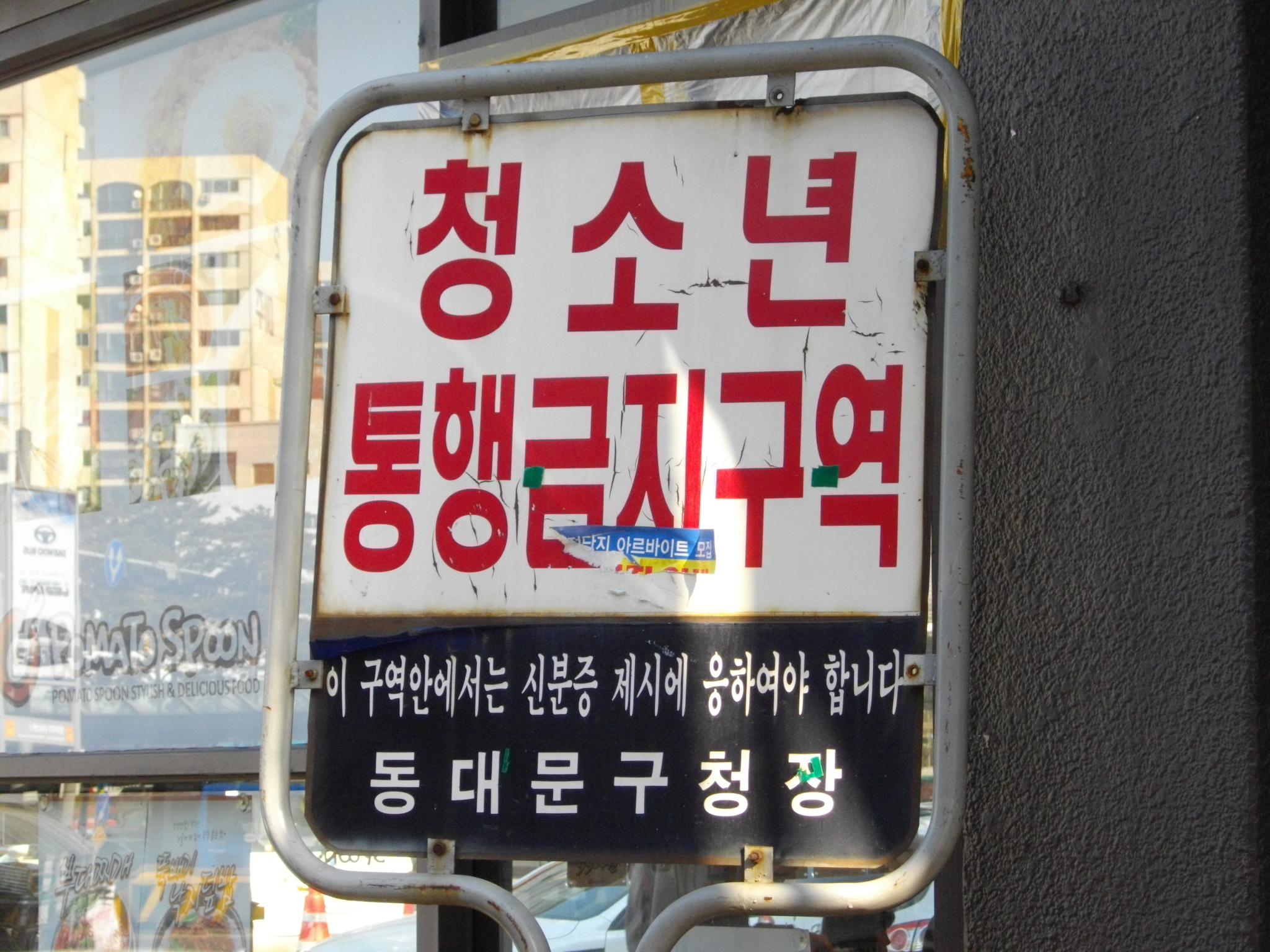
청소년 통행금지구역.